# Wulf Leisner
Wulf Leisner (* 21. April 1907 in Itzehoe; † 20. September 1977 in Krefeld) war ein deutscher Dramaturg, Regisseur, Bühnenautor und langjähriger Intendant der Landesbühne Schleswig-Holstein sowie der Karl-May-Spiele Bad Segeberg.

## Leben und Wirken

### Vor dem Segeberger Engagement
Im April 1907 in Itzehoe geboren, fing Wulf Leisner als Journalist beim Hamburger Fremdenblatt und beim Hamburger Anzeiger an. Schon bald kam er mit dem Theater in Kontakt, und man bemerkte sein Talent und seine Fähigkeiten, so dass er sich schließlich als Dramaturg des Thalia Theater (Hamburg) wiederfand. In Königsberg, Osnabrück und Lübeck fand Leisner meist als Oberspielleiter Beschäftigung, bis er in Lübeck die Komödie als Kammerspiel gründete, woraus die Landesbühne Schleswig-Holstein entstand, mit der er viele Jahre den Bad Segeberger Kalkfelsen bespielen sollte. Zehn Jahre lang, von 1949/50 bis 1958/59, war Leisner Intendant der Landesbühne Schleswig-Holstein mit Sitz in Rendsburg.

### Vorwurf des Antisemitismus
Andrew G. Bonnell behauptete 2008: „In seiner Geschichte des Theaters in Nazi-Deutschland hebt Bogusław Drewniak die Lübecker Inszenierung (sc. des Stückes ‚Der Kaufmann von Venedig‘) von Wulf Leisner hervor, die im Monat der ‚Reichskristallnacht‘ Premiere hatte und eine der ungeheuerlichsten antisemitischen der NS-Zeit war. Das deutsche Shakespeare-Jahrbuch beschränkte sich darauf zu kommentieren, dass die Produktion im Gegensatz zu ‚dem früheren Brauch der Apologie des Juden‘ stand, und betonte stattdessen den ‚Ton des hintergründigen Lustspiels‘ im Stück.“
Bogusław Drewniak hatte 1983 geschrieben: „Inszenierungen des ‚Kaufmann‘ als antisemitisches Propagandawerk erfolgten auch unter Wulf Leissner (sic!) in Lübeck (November 1938), Otto Kirchner in Aachen (März 1940), am privaten Berliner Rose-Theater und in Göttingen (1942).“ Als „berüchtigste“ und „von der demokratischen Welt scharf verurteilte Aufführung“ hob er eine andere, nämlich die von Lothar Müthel im Wiener Burgtheater 1943 präsentierte, hervor.
Im zitierten Shakespeare-Jahrbuch Band 76 (1940) 247 steht wörtlich: „Bei allen Inszenierungen des ‚Kaufmann von Venedig‘ war die Spielleitung übereinstimmend bemüht, die Gestalt des Shylock – entgegen dem früheren Brauch der Apologie des Juden – in das Ensemble einzuordnen und das Stück auf den Ton des hintergründigen Lustspiels zu stimmen (Lübeck Nov. 1938, Regie: Wulf Leisner; Reichenberg Jan. 1940, Regie: Friedrich Neubauer; Aachen Mai 1940, Regie: Otto Kirchner).“
Es ist durchaus zweifelhaft, ob das alles für die schwerwiegende Beurteilung der Leisnerschen Aufführung als „eine der ungeheuerlichsten antisemitischen Inszenierungen der NS-Zeit“ reicht. Leisners Theater-Engagement in den Folgejahren spricht eher für das Gegenteil.

### Lübecker Komödie
Wulf Leisner, Oberspielleiter am Stadttheater Lübeck, rief 1945 die „Landesbühne Lübeck“ ins Leben und entwickelte 1947 daraus die legendäre „Komödie“. Die neugeschaffene Landesbühne hatte am 11. Oktober 1945 mit Kleists „Zerbrochenem Krug“ im Travemünder Kursaal Premiere. Schillers „Kabale und Liebe“ wurde gespielt, Hauptmanns „Biberpelz“ kam heraus, dazu gab es, gut gemischt, „Raub der Sabinerinnen“ und „Krach im Hinterhaus“. 23 Inszenierungen wurden in den Jahren 1945, 1946, 1947 geboten, mit Abstechern von Ahrensbök bis Timmendorf, Bargteheide bis Kücknitz, Ratzeburg bis Reinfeld.

Am 16. Februar 1949 fand die angekündigte Uraufführung von Leisners „Ich bin kein Napoleon“ in der Komödie in Lübeck statt.

### Landesbühne Schleswig-Holstein
Leisners Versuch, in Rendsburg eine Landesbühne ins Leben zu rufen, hatte Erfolg. Die Aufführungen fanden die Anerkennung des Publikums in Rendsburg und in den zunächst bespielten 12 Abstecherorten. Im Verlauf der ersten zehn Jahre wurde die Landesbühne Schleswig-Holstein zu einem festen Bestandteil im kulturellen Leben des Landes. Die bewusste Klassikerpflege führte zu 22 Klassikeraufführungen in 10 Jahren.
Leisner organisierte mehrere Uraufführungen. Besonders erfolgreich: „Die Gesellschaft der Gänseblümchen“ von Heinz Wunderlich sowie „Die hungrigen Götter“ von Hans Schubert.
Zehn eigene Stücke und Neubearbeitungen von Intendant Leisner selbst waren ebenfalls auf dem Programm. Davon konnte „Don Quijote“ auch in Schweden gefallen.
Aus den Programmblättern der ersten Spielzeit wurden in den darauffolgenden Jahren stattliche Monatshefte.
Erste Organisation von Besucherringen und Theaterfahrten. Die Zahl der Besucher stieg von Jahr zu Jahr.

### Karl-May-Spiele Bad Segeberg

#### Schwerpunkte seiner Intendanz
Leisner setzte sich seit 1954 vehement für die Segeberger Spiele ein und versuchte, alle Möglichkeiten zu nutzen, um Mays Werke zu dramatisieren. Selbst Karl-May-Hörspiele entstanden unter seiner Regie. Dafür nahm er die Schauspieler kurzerhand mit ins Tonstudio. Für die nächsten 17 Jahre blieb Wulf Leisner in Bad Segeberg am Ruder – ein großer Gewinn für die Karl-May-Spiele.
Leisner holte 1954 Hans Joachim Kilburger als Old Shatterhand zurück auf die Freilichtbühne. Kilburger blieb bis 1959 im Sattel der Karl-May-Spiele. Ob als Shatterhand oder Kara Ben Nemsi – das Publikum liebte ihn, hatte er doch eine gewisse Ähnlichkeit mit Karl May, was natürlich besonders echt wirkte.
Von 1954 bis 1970 schrieb Leisner für die Bühne in Bad Segeberg Textbücher, führte Regie und „entdeckte“ die prägendsten Darsteller (wie z. B. Heinz Ingo Hilgers für den Winnetou oder Harry Walther für den Old Shatterhand bzw. Kara Ben Nemsi).
1955 brachte Leisner mit „Hadschi Halef Omar“ das erste Orientstück auf die Bühne. Später übernahmen andere Freilichtbühnen wie Elspe oder die Naturbühne am Blauen See in Ratingen seine Karl-May-Stücke.

#### Inszenierungen
- 1954: Der Schatz im Silbersee
- 1955: Hadschi Halef Omar
- 1956: In den Schluchten des Balkan
- 1957: Winnetou[8] (Buch: Ludwig Körner, Roland Schmid)
- 1958: Der Schatz im Silbersee[9]
- 1959: Hadschi Halef Omar[10]
- 1960: In den Schluchten des Balkan[11]
- 1961: Der Ölprinz
- 1962: Unter Geiern – Der Sohn des Bärenjägers
- 1963: Durch die Wüste
- 1964: Der Schatz im Silbersee[12]
- 1965: Old Surehand
- 1966: Winnetou II – Ribanna und Old Firehand
- 1967: Unter Geiern – Der Sohn des Bärenjägers[13]
- 1968: In den Schluchten des Balkan[14]
- 1969: Die Felsenburg
- 1970: Der Ölprinz[15]

#### Beurteilung
„Leisner hatte stets den Ruf eines Intendanten-Regie-Vaters, der mit Leidenschaft bei der Sache war. Er war starker Raucher und baute im Laufe der Zeit gesundheitlich ab. Albert Lichtenfeld, heute stolze 84 Jahre alt, erinnert sich daran, wie der Regisseur später fast die Treppen des Theaters nicht mehr steigen konnte. ‚Bei einem eventuellen Ausfall Leisners hätte der spätere Spielleiter Heinz Bender-Plück seine Aufgabe übernommen, und ich wäre an dessen Stelle gerückt‘, so Albert Lichtenfeld. Aber Leisner schaffte es, bis 1970 nicht nur jede Höhe der Arena zu erklimmen, sondern auch allseits gelobte Karl-May-Freilichtstücke zu inszenieren.“

### Nach dem Segeberger Engagement
Nach seinem Weggang aus Bad Segeberg versuchte Leisner 1971, Karl-May-Spiele in Mülheim a. d. Ruhr (Freilichtbühne an der Dimbeck) auf die Beine zu stellen. Er inszenierte dort „Das Geheimnis der Bonanza“.
Der vielbeschäftigte Theaterkünstler, der sich in Krefeld niedergelassen hatte, starb im September 1977, nachdem ihm noch 1976 anlässlich des 25-jährigen Jubiläums am Kalkberg eine Ehrenmünze verliehen worden war.

## Hörspiele
- 1965 „Old Surehand“[21]

## Werke (Textbücher)

### Als Autor
- 1937: Don Quijote. Eine romantische Historie in fünf Begebenheiten nach Cervantes[22]
- 1949: Ich bin kein Napoleon. Eine schwankhafte Komödie in drei Akten[23]
- 1960: Aschenputtel. Ein Märchenspiel nach den Brüdern Grimm in vier Bildern[24]
- 1961: Der Ölprinz. Ein Freilichtspiel nach dem Reiseroman Karl Mays[25]
- 1962: Unter Geiern (Der Sohn des Bärenjägers). Ein Freilichtspiel nach Motiven der gleichnamigen Reiseerzählung Karl Mays[26]
- 1963: Durch die Wüste. Ein Freilichtspiel nach den Orient-Erzählungen Karl Mays[27]
- 1964: Der Schatz im Silbersee[28]
- 1965: Old Surehand. Ein Freilichtspiel nach dem gleichnamigen Roman Karl Mays[29]
- 1966: Winnetou II (Ribanna und Old Firehand). Ein Freilichtspiel nach einer Erzählung aus Karl Mays Roman „Winnetou II“[30]
- 1968: In den Schluchten des Balkan. Ein Freilicht-Spiel nach Motiven von Karl May[31]
- 1969: Die Felsenburg. Old Shatterhand und Winnetou am Río Sonora. Freilichtspiel nach Motiven Karl Mays[32]

### Als Co-Autor
Folgende Textbücher schrieb Leiser gemeinsam mit Roland Schmid:
- 1955: Hadschi Halef Omar. Abenteuer in Nordafrika nach Karl Mays Reiseerzählungen „Durch die Wüste“ – „Merhameh“ – „Allah il Allah“ für Freilichtbühnen bearbeitet[33]
- 1956: In den Schluchten des Balkan[34]
- 1958: Der Schatz im Silbersee  (entweder erneut Bearbeiter oder diesmal Co-Autor von Roland Schmid)

### Als Bearbeiter
- 1949: Goethe: Urfaust[35]
- 1954: Karl May: Der Schatz im Silbersee. Abenteuer im Wilden Westen für Freilichtbühnen bearbeitet von Roland Schmid[36] (für die Aufführung bearbeitet von Wulf Leisner)[37]
- 1958: Gustav Raeder: Robert und Bertram. Eine Posse mit Gesängen und Tänzen in drei Abteilungen[38]
- 1970: Goethe: Götz von Berlichingen[39]